# Richard Phillips
Richard Phillips (Chatham (Kent), 1962) is een Brits componist, dirigent, pianist en trompettist.

## Levensloop
Phillips kwam binnen de brassband van het plaatselijke Leger des Heils in eerste contact met muziek. Hij speelde aldaar trompet. Hij studeerde aan het Royal College of Music te Londen piano, trompet, orkestdirectie en compositie. Al tijdens zijn studies was hij een veelgevraagd pianist binnen en buiten het Verenigd Koninkrijk. 
Nadat hij zijn diploma's behaald had ging hij terug naar Chatham (Kent) en werd dirigent van de Chatham Citadel Band van het Leger des Heils en werd vanaf 1994 "Editor-in-Chief" van het International Music Editorial Departement van het Leger des Heils te Londen. Verder werkte hij rond 13 jaar als pianist met de International Staff Songsters van het Leger des Heils. In november 1997 vertrok hij van Chatham (Kent) naar Enfield (Londen) en werd aldaar opvolger van Jimmy Williams als Bandmaster van de bekende Enfield Citadel Band of the Salvation Army. In 2000 vertrok hij opnieuw naar de Peterborough en Kettering regio van Engeland en werkte eerst als muziekdocent aan het Peterborough Regional College. Aldaar werd hij Bandmaster van de Kettering Citadel Band. Tegenwoordig is hij hoofd van de muziekafdeling aan de Thomas Deacon Academy in Peterborough, een van de grootste muziek-academiën in Engeland.
Als pianist en als dirigent maakte hij concertreizen door de Verenigde Staten, Canada, Noorwegen, Zweden, Australië en Nieuw-Zeeland. 
De componist Phillips is binnen en buiten de brassband en koren-wereld, maar vooral binnen het Leger des Heils bekend. Een cd opname met de Enfield Citadel Band en hem als dirigent werd in 2000 door het Brass Band World magazine uitgeroepen tot CD van het jaar. 

## Composities

### Werken voor harmonieorkest of brassband
- 2002 Metamorphosis, voor brassband
- A Graincourt (3 Pieces Faciles), voor brassband
- Amazing Grace, voor brassband
- Angel Trumpets, voor twee trompetten solo en brassband
- Aubepine
- Be Still for the Presence, voor brassband
- Christmas Medley, voor brassband
- Christmas with Rachmaninoff, voor brassband
- Churchbury, voor brassband
- Come Beautiful Christ, voor brassband
- Flag of Freedom, voor brassband
- I will enter His gates, voor brassband
- In Christ alone, voor eufonium solo en brassband
- Joy Peace and Happiness, voor brassband
- Joyous Song, voor brassband
- Lord With My All I Part, voor brassband
- New York Profile, voor brassband
- Quincipals, voor brassband
- The Meeting of the Waters, voor brassband
- The twelve days of Christmas, voor brassband
- Who is He?, voor brassband

### Werken voor koor
- Fairest Lord Jesus, voor gemengd koor
- Holy, Thou Art Holy, voor gemengd koor
- Sing for joy, voor gemengd jeugdkoor gebaseerd op Psalm 95
- Dwell Within, voor gemengd jeugdkoor - tekst: Colin Fairclough